# Hyperochtha butyropa
Hyperochtha butyropa är en fjärilsart som beskrevs av Edward Meyrick 1910. Hyperochtha butyropa ingår i släktet Hyperochtha och familjen Lecithoceridae. Inga underarter finns listade i Catalogue of Life.